# Liasis papuanus
Liasis papuanus is een slang uit de familie pythons (Pythonidae).

## Naam en indeling
De wetenschappelijke naam van de soort werd voor het eerst voorgesteld door Wilhelm Peters en Doria in 1878. Het was lange tijd de enige soort uit het monotypische geslacht Apodora.
De soortaanduiding papuanus betekent vrij vertaald 'van Papoea'. De soortnaam werd tot 2014 gespeld als papuana.

## Verspreiding en habitat
Liasis papuanus komt voor in delen van Azië en leeft in de landen Nieuw-Guinea en Indonesië.
De habitat bestaat uit vochtige tropische en subtropische laaglandbossen en vochtige savannes. De soort is aangetroffen van zeeniveau tot op een hoogte van ongeveer 1500 meter boven zeeniveau.

## Beschermingsstatus
Door de internationale natuurbeschermingsorganisatie IUCN is de beschermingsstatus 'veilig' toegewezen (Least Concern of LC).